# Bomaanslag op de Israëlische ambassade in Buenos Aires op 17 maart 1992
De bomaanslag op de Israëlische ambassade in Buenos Aires vond plaats op 17 maart 1992. Bij die aanval vonden dertig mensen, inclusief dader, de dood.

## De aanslag
De aanslag werd uitgevoerd door een zelfmoordterrorist die een pick-uptruck bestuurde die volgeladen was met explosieven. Kort voor kwart voor drie in de middag reed de pick-up in op de ambassade waarna een explosie volgde. De ambassade en een nabijgelegen rooms-katholieke kerk en een school werden vernield. Vier Israëli's verloren het leven, maar de meeste slachtoffers hadden de Argentijnse nationaliteit. In totaal raakten 242 personen verwond.

## Verantwoordelijk
De aanslag werd opgeëist door de islamitische terreurgroep Jihad, die gelinkt was aan Iran en mogelijk Hezbollah. De organisatie gaf ook beelden vrij van de ambassade voorafgaand aan de aanslag. Israëlische onderzoekers ontdekte dat de aanslagplegers hun actie hadden voorbereid in de buurt van het Punt der Drie Grenzen, waar de grenzen van Argentinië, Paraguay en Brazilië samen komen. Daar woont een grote moslimgemeenschap. Onderschepte berichten door het Amerikaanse National Security Agency wezen erop dat Iran in ieder geval weet had van de plannen voor de aanslag. Argentinië stelde de Hezbollah-vertegenwoordiger Imad Mughniyah in staat van beschuldiging. Hij werd ook gelinkt aan de aanslag op een Joods cultureel centrum waarbij in 1994 85 mensen gedood werden. In 1997 werden zeven Iraanse diplomaten die mogelijk betrokken waren bij de aanslag, door de Argentijnse regering het land uitgezet.